# 大阪府立刀根山支援学校
大阪府立刀根山支援学校（おおさかふりつ とねやましえんがっこう）は、大阪府豊中市刀根山五丁目にある特別支援学校。
病弱児童・生徒への支援教育を主におこなっている。独立行政法人国立病院機構大阪刀根山医療センターに隣接して設置されている本校教育部のほか、大阪府内の4ヶ所に分教室を設置している。また大阪府中部～北部（中央大通以北）の院内学級が設置されていない病院に入院している児童・生徒や、自宅療養をおこなっている児童・生徒を対象にした訪問支援教育も実施している。

## 設置学部
- 小学部
- 中学部
- 高等部（本校教育部のみ）

## 沿革
- 1966年11月28日 - 大阪府教育委員会に対し、進行性筋ジストロフィー症児童教育のため、刀根山病院内に養護学校の設置を要請
- 1967年4月10日 - 豊中市立蛍池小学校と豊中市立第五中学校の刀根山分校として開校
- 1972年4月1日 - 大阪府立茨木養護学校刀根山分校として開校（大阪府へ移管）。同時に高等部を設置。
- 1974年8月31日 - 校舎竣工
- 1984年4月1日 - 大阪府立刀根山養護学校として独立開校
- 1996年4月1日 - 大阪府立中宮病院分教室開設
- 1997年4月1日 - 大阪大学医学部付属病院分教室開設
- 2002年4月1日 - 関西医科大学付属病院分教室開設
- 2003年12月1日 - 中宮病院分教室を精神医療センター分教室に改称
- 2006年4月1日 - 関西医科大学附属枚方病院分教室開設。同時に関西医科大学附属病院分教室を関西医科大学附属滝井病院分教室に改称。
- 2008年4月1日 - 大阪府立刀根山支援学校に校名変更。
- 2016年4月1日 - 関西医科大学附属枚方病院分教室を関西医科大学附属病院分教室に改称
- 2016年5月1日 - 関西医科大学附属滝井病院分教室を関西医科大学総合医療センター分教室に改称
- 2017年4月1日 - 大阪府立精神医療センター分教室を独立行政法人大阪府立病院機構大阪精神医療センター分教室に改称
- 2017年7月26日 - 創立５０周年記念式典挙行

## 本校・各分教室
- 本校教育部 - 大阪府豊中市刀根山五丁目1番1号
  - 大阪刀根山医療センターに隣接し、筋ジストロフィー及び類縁筋疾患児童生徒への教育を専門とする支援学校[1]。

- 本校訪問教育部
  - 大阪府北部（中央大通より北側）の病院と、退院後自宅療養をしている小・中学生の家庭に訪問教育を行っている[1]。

- 独立行政法人大阪府立病院機構大阪精神医療センター分教室- 大阪府枚方市松丘1番66号
  - 大阪精神医療センターの「みどりの森」に入院しているハート・ケアを必要とする児童生徒のうち、主治医から学習を許可された小・中学生が分教室にて学んでいる[1]。

- 大阪大学病院分教室 - 大阪府吹田市山田丘2番15号
  - 大阪大学医学部附属病院内。同病院の小児医療センター「こどもの森」に入院している児童生徒が対象。主治医から学習を許可された小・中学生が教室にて学んでいる[1]。

- 関西医科大学総合医療センター分教室 - 大阪府守口市文園町10番15号
  - 関西医科大学総合医療センター内。同病院に入院している児童生徒が対象。主治医から学習を許可された小・中学生が教室にて学んでいる。

- 関西医科大学附属病院分教室 - 大阪府枚方市新町二丁目3番1号
  - 関西医科大学附属病院内。同病院に入院している児童生徒が対象。主治医から学習を許可された小・中学生が教室にて学んでいる[1]。